# Haradok
Haradok (in bielorusso Гарадок?; in russo Городок?, Gorodok) è un comune della Bielorussia, situato nella regione di Vicebsk.